# Edifici al carrer del Pont, 29 (Caldes de Montbui)
Edifici al carrer del Pont, 29 és una casa de Caldes de Montbui (Vallès Oriental) protegida com a bé cultural d'interès local.

## Descripció
Edifici unifamiliar entre mitgeres de planta baixa i dos pisos amb la coberta plana i transitable. L'estructura és de parets de càrrega i de forjats unidireccionals. A la façana principal hi ha tres obertures per planta, totes són allindades i les del primer i segon pis donen pas a un petit balcó. Algunes parts de la façana mostren fragments de maçoneria d'una obra anterior. També es pot veure l'arrencada de l'arc d'entrada a l'antiga ciutat, el portal del carrer del Pont, i un escut de la vila de Caldes, tallat en un bloc de pedra encastat a la paret i que és probable que fos una fita. L'escut representa una caldera.

## Història
Aquesta casa és de nova planta amb alguns elements més antics. Es troba al carrer del Pont que es diu així perquè uneix el centre del poble amb el pont romànic i el camí de Sentmenat.
Segurament la part de maçoneria i l'arrencada de l'arc que es conserva, és part del Portal del Pont, datat l'any 1684 però que, per algunes referències històriques, podria ser anterior. En el segle xviii hi havia cinc portals a Caldes: Pont, Vic, Bellit, Àngel i Esperança, però els portals originals devien ser quatre, en els punts cardinals.